# Heinz Franke (strzelec)
Heinz Franke (ur. 4 sierpnia 1928 w Wurzen) – wschodnioniemiecki strzelec, olimpijczyk.
Franke wystąpił na Letnich Igrzyskach Olimpijskich 1960 jako członek Wspólnej Reprezentacji Niemiec. Wystartował w pistolecie szybkostrzelnym z 25 m, w którym uplasował się na 14. miejscu – był to najlepszy wynik wśród Niemców.
W 1959 roku zwyciężył w pistolecie szybkostrzelnym z 25 m na mistrzostwach NRD. Trzy lata później zdobył brąz.

## Wyniki

### Igrzyska olimpijskie
| Igrzyska  | Konkurencja                   | Wynik              | Miejsce | Źródło |
| --------- | ----------------------------- | ------------------ | ------- | ------ |
| Rzym 1960 | Pistolet szybkostrzelny, 25 m | 579 pkt. (290–289) | 14      | [ 2 ]  |